# 克拉韦
克拉韦（法語：Clavé，法語發音：[klave]）是法国德塞夫勒省的一个市镇，属于帕尔特奈区。

## 地理
克拉韦（46°29'35"N, 0°12'56"W）面积19.53 平方千米，位于法国新阿基坦大区德塞夫勒省，该省份为法国西部内陆省份，北起曼恩-卢瓦尔省，西接旺代省，南至夏朗德省和滨海夏朗德省，东临维埃纳省。
与克拉韦接壤的市镇（或旧市镇、城区）包括：埃克西勒伊、雷法讷、圣乔治德努瓦内、圣兰、莱沙特利耶。

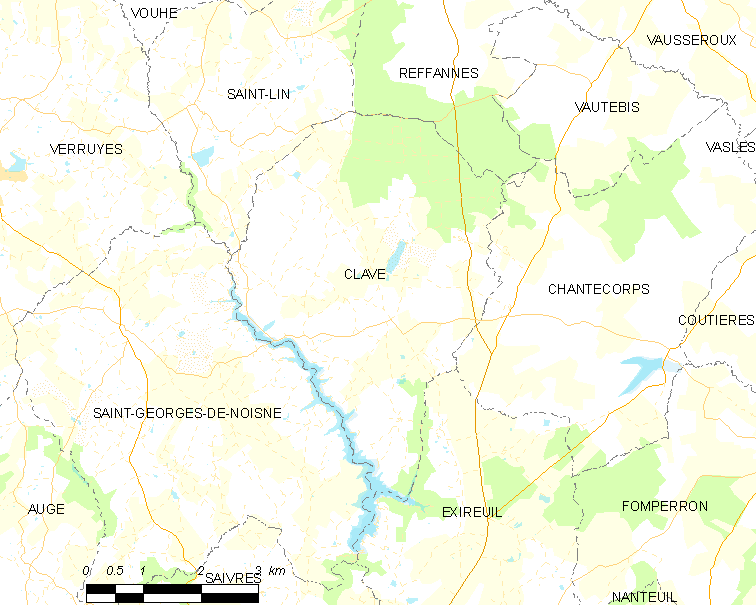
克拉韦的OSM定位图

克拉韦的时区为UTC+01:00、UTC+02:00（夏令时）。

## 行政
克拉韦的邮政编码为79420，INSEE市镇编码为79092。

## 政治
克拉韦所属的省级选区为拉加蒂讷县。

## 人口

1962-2008年间克拉韦人口变化图示

克拉韦于2022年1月1日时的人口数量为352人。